# Freak (пісня)
«Freak» — пісня американської співачки та авторки пісень Лани Дель Рей з її четвертого студійного альбому Honeymoon, випущеного 18 вересня 2015 року. Авторами треку є сама співачка і Рік Ноуелс. Продюсував трек Кієрон Мензієс. Пісня була записана у 2015 році на студії звукозапису The Green Building у Санта-Моніці.

## Передісторія та реліз
Пісня «Freak» була записана у 2015 році на студії The Green Building у Санта-Моніці, штат Каліфорнія. Авторами композиції є Лана Дель Рей і музикант Рік Ноуелс. Продюсував трек Кієрон Мензієс.
Вперше, уривок пісні був представлений у промо-ролику до четвертого студійного альбому Дель Рей, Honeymoon, поряд з піснями «Terrence Loves You», «Music to Watch Boys To» та «High by the Beach». Прем'єра відео відбулася за 10 днів до виходу альбому, 8 вересня 2015. 25 січня 2016 року Дель Рей оголосила у власному обліковому записі Instagram про випуск музичного відео на композицію. 

## Музичне відео
Музичне відео на сингл Лана планувала випустити ще в 2015 році, але це так і не відбіулося. Відеокліп був знятий в стилі іншого музичного відео співачки, «Summertime Sadness».
25 січня 2016 року Лана Дель Рей в своєму акаунті Instagram анонсувала вихід відеокліпу на сингл найближчим часом, так само опублікувавши дві промо-фотографії до відеокліпу, які були зроблені на зйомках. Самі зйомки пройшли 19 січня 2016 року у Лос-Анджелесі. У кліпі знімався американський співак, гітарист і друг Лани — Father John Misty, і дівчата з відеокліпу «Music to Watch Boys To».
Прем'єра відеокліпу відбулася 9 лютого 2016 року в театрі The Wiltern, що у Лос-Анджелесі. Театр відвідало понад 1800 людей. 10 лютого 2016 року вранці (близько восьмої години ранку за Київським часом) на каналі Vevo YouTube глядачі побачили відеокліп на сингл «Freak».

## Реакція і критика
Джессіка Хоппер з Digital Spy заявила, що пісня Лани Дель Рей схожа на ліричну баладу й похвалила лірику пісні і мелодію. Вона так само уточнила, що сингл «Freak» є одним з найкращих на альбомі, разом з піснями «High by the Beach» і «Art Deco». Загалом пісня «Freak» отримала хороші відгуки від музичних критиків.